# 素人鰻
『素人鰻』（しろうとうなぎ）は、古典落語の演目。失職した士族が鰻料理店を開いたが、頼みの料理人が失踪してしまい、経験のない調理に挑もうとして苦労する姿を描く。
秩禄処分後の士族は米の俸禄が打ち切られ、代わりに支給された現金で慣れない商売を余儀なくされた。そうした社会状況を背景とした演目である。舞台芸能で没落士族を扱った作品としては、ほかに歌舞伎の『水天宮利生深川』がある。
8代目三笑亭可楽は『士族のうなぎ』の題で演じていた。
一方、同じ『素人鰻』の題で演じられる演目として、上方落語の『鰻屋』を江戸に移植したものがあるが、類似点はあっても内容は異なり、別の噺である。ただし後述の通り、落ちの部分は同じ原話から派生している。また、前半についても同じ噺から分岐して派生したとする見解がある（次節参照）。

## 原話について
武藤禎夫編『江戸小咄辞典』（東京堂出版、1965年）は、サゲ（落ち）の部分の原話を『時勢噺綱目』巻一（安永6年・1777年）所収の「俄旅」とする。この「俄旅」は、上方の『鰻屋』の原話でもある。
『桂文楽全集』上巻の「作品解説」では、三遊亭圓朝が実体験をもとに『士族の商法』（別題『素人汁粉』）をいう演目を作り、それが三遊亭圓馬によって改作されたのが現在の演目であるとし、一方同じ演目から初代三遊亭遊三が士族が汁粉屋に失敗して鰻屋を開き職人に逃げられるところまでは圓馬と同じながら士族が妻とともに悪戦苦闘して鰻の丸焼きを出すという話を作り、それを5代目三升家小勝が改作して汁粉屋や士族の商法といった要素を抜いたものが『鰻屋』であるとしている。6代目三遊亭圓生は「この『鰻屋』は『素人鰻』を側面から見た噺でございます」と説明している。

## あらすじ
ある元旗本の士族が奥方や娘を従業員にして鰻屋を開業したはいいが、いわゆる「士族の商法」で商売はおろか、鰻の調理すらもできない。
幸い以前屋敷に出入りしていた板前職人「神田川の金」を雇うことになるが、この金さん、腕は抜群なのだが酒癖が悪いのが玉に疵、それでも「世話になった旦那のためですから」と懸命に働く。おかげで大繁盛である。だが開業日の夜。「今晩くらいはいいだろう。飲みなさい」と勧めたのが裏目に出、金は酔っ払って暴れだす。
翌朝には反省して泣きながら許しを乞う金であったが、何回も続き、とうとう店を追い出される。
「旦那様、金がいまだに帰ってまいりません。今日は帰ってくる気遣いはございませんから休業をいた…」
「奥、お前はどうでも構わんがな。夜が明けると休業にかかっておるが、売り込んだ店でないからそんなわけにはいかん」
「いかんとおっしゃっても金が帰って…」
「まいらんければ、わしがするっ!」
既に客が多く待っている。殿様は慣れない手つきで鰻をつかまえようと「イよっと…イヨヲ、ウン…ウン…笊を持ってこい。笊…」と大騒動になる。
ついには、鰻をつかまえようと表に飛び出し「…どこへ参るかわかるか、前に回って鰻に聞いてくれ」

## 演じた落語家
8代目桂文楽は、この演目で1954年（昭和29年）、第9回文部省芸術祭奨励賞を受賞している（落語家として初）。江國滋は著書『落語無学』において、文楽の口演を「絶品」と評した。

## 題材について
金のあだ名にある「神田川」とは、東京都千代田区に実在する1805年創業という老舗の鰻屋である（明神下 神田川本店）。8代目文楽も贔屓にしていた。ここでは、しばしば義太夫の発表会をも行い、文楽は『寝床』を地で行くかのように楽しげに唸っていたという。また5代目古今亭志ん生の叙勲記念の時に祝賀会も行われるなど、落語界との交流も深い。。